# روبير مونتاني
روبير مونتاني (19 يناير 1893 - 26 نوفمبر 1954)، هو مستشرق فرنسي وعالم إثنولوجي وأنثروبولوجي، أحد المتخصصين في اللغة الأمازيغية، وهو مؤلف العديد من الكتب عن شمال أفريقيا و المغرب الأقصى على وجه الخصوص. وهو أهم أعلام السوسيولوجيا الكولونيالية.
ولد روبير مونتاني يوم 19 يناير 1893، بمدينة لو مان شمال غرب فرنسا، حاصل على إجازة في الفلسفة، ساهم وهو في سن الثامنة عشرة في الحرب العالمية الأولى، مباشرة بعد احتلال المغرب من طرف فرنسا، حل روبير مونتاني بالمغرب في إطار بعثة لمجموعة من الاثنولوجيين الفرنسيين، حلوا بالمغرب للقيام بعمل ميداني وكانوا إما طلابا في الجامعة أو باحثين مهتمين بتاريخ الدول الإسلامية، خاصة تلك التي توجد تحت النفوذ الاستعماري الفرنسي. وبعد الحرب العالمية الأولى اُستدعي روبير من جديد إلى المغرب للعمل في المسح الطوبوغرافي، واختاره المقيم العام الفرنسي بالمغرب المارشال ليوطي ليكون مستشارا له في ما يخص القضايا القبلية ومد له يد المساعدة من أجل إنجاز بحوث ودراسات ستتحول إلى أسس وركائز علمية لسياسته، خاصة وأنه راهن على العلوم الاجتماعية «كأداة مفيدة ومتعالية في مجال الهندسة الاجتماعية»، بل إن المارشال ليوطي وضع على رأس فريق العمل عالم الاجتماع ميشو بلير، وأسماه «القسم السابع» وقد عرفت البعثة تحت إدارته غزارة في الإنتاج، ويتعلق الأمر بإعداد جملة من المصنفات والمحفوظات. أسس سنة 1936 مركز الدراسات الإدارية الإسلامية العليا ومجلة “إفريقيا–آسيا” سنة 1937، ثم عيّن فيما بعد مدرسا في كوليج دو فرانس.
مع حرب الريف في عشرينيات القرن العشرين، سيعلن مونتاني أن أمر معالجتها يجب أن يعتمد، إلى جانب الأسلوب العسكري، الأسلوب السياسي الذي يفترض معرفة كاملة بالقبائل والقوى الاجتماعية التي تعبر عنها. وبسبب ذلك كان مونتاني من بين المتفاوضين مع الأمير محمد عبد الكريم الخطابي.
مع عقد الثلاثينيات من القرن العشرين، سيعرف المغرب بروز ظاهرة جديدة هي ظاهرة الهجرة من القرى نحو المدن، وستشكل هذه الظاهرة بتزايدا تهديدا للأمن الكولونيالي، وبسبب ذلك ولأجل تلافي المخاطر غير المتوقعة لعاته الظاهرة، ستعمل السلطات الاستعمارية على تنظيم بحث ميداني يخص الظاهرة عموما والبروليتاريا خصوصا. سينجز هذا البحث سنتي 1945 و1948، وذلك بمعهد الدراسات الإدارية الإسلامية العليا وتحت إشراف روبير مونتاني.

## وفاته
توفي يوم 26 نوفمبر 1954 في مدينة نويي-سور-سين الفرنسية.

## من مؤلفاته
- كتاب: «البربر والمخزن»، (1930).
- كتاب: «ميلاد البروليتاريا المغربية»، (1952).
- كتاب: «الحياة الاجتماعية والسياسية للبربر»